# Slätthögs socken
Slätthögs socken i Småland ingick i Allbo härad i Värend, ingår sedan 1971 i Alvesta kommun och motsvarar från 2016 Slätthögs distrikt i Kronobergs län.
Socknens areal är 138,05 kvadratkilometer, varav land 130,45.. År 2000 fanns här 566 invånare. Kyrkbyn Slätthög med sockenkyrkan Slätthögs kyrka ligger i socknen. 

## Administrativ historik
Slätthögs socken har medeltida ursprung.
Vid kommunreformen 1862 övergick socknens ansvar för de kyrkliga frågorna till Slätthögs församling och för de borgerliga frågorna till Slätthögs landskommun. Denna senare inkorporerades 1952 i Moheda landskommun som sedan 1971 uppgick i Alvesta kommun.
Den 1 januari 1947 (enligt beslut den 22 mars 1946) överfördes till Gällaryds socken i Jönköpings län det obebodda området Uddarne, omfattande en areal av 0,02 km² (varav allt land). Samma datum och enligt samma beslut överfördes till Rydaholms socken det obebodda området Damängen, omfattande en areal av 0,03 km² (varav allt land).
1 januari 2016 inrättades distriktet Slätthög, med samma omfattning som församlingen hade 1999/2000.
Socknen har tillhört samma fögderier och domsagor som Allbo härad. De indelta soldaterna tillhörde Kronobergs regemente, Norra Sunnerbo kompani och Smålands grenadjärkår, Sunnerbo kompani.

## Geografi
Slätthögs socken ligger öster om sjön Rymmen och består av höglänt skogsbygd.

## Fornminnen
Några hällkistor från stenåldern och några gravrösen från bronsåldern samt fyra järnåldersgravfält vid Hössjö by finns här.

## Namnet
Namnet (1292 Släto), taget efter kyrkbyn, har troligen förledet adjektivet slätt, jämnt, det nuvarande efterledet, hög, är en förvanskning av den ursprungliga ändelsen o.

### Fotnoter
1. 1 2 3  Svensk Uppslagsbok Slätthögs socken
2. 1 2  Harlén, Hans; Harlén Eivy (2003). Sverige från A till Ö: geografisk-historisk uppslagsbok. Stockholm: Kommentus. Libris 9337075. ISBN 91-7345-139-8
3. ↑   (PDF) Folkräkningen den 31 december 1950, I, Areal och folkmängd inom särskilda förvaltningsområden m.m., Tätorter. Stockholm: Statistiska centralbyrån. 1952-05-19. sid. 26. Arkiverad från originalet den 1 oktober 2014. https://www.webcitation.org/6T09ZkyrB?url=http://www.scb.se/Grupp/Hitta_statistik/Historisk_statistik/_Dokument/SOS/Folkrakningen_1950_1.pdf. Läst 9 oktober 2014 Arkiverad 29 oktober 2013 hämtat från the Wayback Machine.
4. ↑  Administrativ historik för Slätthög socken (Klicka på församlingsposten). Källa: Nationella arkivdatabasen, Riksarkivet.
5. 1 2  Sjögren, Otto (1931). Sverige geografisk beskrivning del 2 Östergötlands, Jönköpings, Kronobergs, Kalmar och Gotlands län. Stockholm: Wahlström & Widstrand. Libris 9939
6. 1 2 3  Nationalencyklopedin
7. ↑  Fornlämningar, Statens historiska museum: Slätthögs socken
8. ↑  Fornminnesregistret, Riksantikvarieämbetet: Slätthögs socken Fornminnen i socknen erhålls på kartan genom att skriva in sockennamn (utan "socken") i "Ange geografiskt område"